# 室津 (海防艦)
室津（むろつ）は、日本海軍の未成海防艦。法令上は鵜来型海防艦の13番艦。

## 起工までの経緯
改⑤計画の海防艦、第5251号艦型の13番艦、仮称艦名第5263号艦として計画。未起工艦のうち日立造船に建造が割り当てられていた艦は通称「日振型」として建造されることになるが、マル急計画艦と異なり掃海具を装備せずに九四式爆雷投射機と三型爆雷装填台を1基ずつ増備する変更がされた。

## 艦歴
1945年（昭和20年）3月14日、浦賀船渠株式会社で建造番号578番船として起工。5月5日、室津と命名されて鵜来型海防艦の12番艦に定められ、本籍を呉鎮守府と仮定。6月15日、進水。7月1日、艤装員事務所を横須賀市谷戸の浦賀船渠株式会社浦賀造船所内に設置し事務開始。
終戦時未成。8月17日、工程92%で工事中止。その後特別輸送艦として工事続行の許可を得たが、復員輸送の進展により中止となり浦賀造船所岸壁で繋留。1947年（昭和22年）2月1日、横須賀地方復員局所管の行動不能艦艇（特）に定められる。1948年（昭和23年）、浦賀船渠で解体。

## 艤装員長
1. 三坂政吉 少佐：1945年6月30日 - 1945年8月20日